# Alectorolophus speciosus
Alectorolophus speciosus is een rechtvleugelig insect uit de familie veldsprinkhanen (Acrididae). De wetenschappelijke naam van deze soort is voor het eerst geldig gepubliceerd in 1898 door Brunner von Wattenwyl.